# 遵义会议会址
遵义会议会址位于中国贵州省遵义市红花岗区老城街道子尹路96号。于1961年3月被中国国务院列入第一批全国重点文物保护单位，也是中国国家AAAA级景区——遵义会议纪念馆的最核心部分。

## 介绍
遵义会议会址原名为柏公馆，是黔军将领柏辉章的私邸，建于20世纪30年代初。建筑占地一万余平方公尺，由临街铺面、四合跨院、主楼、后花园组成。主楼坐北朝南，占地528平方公尺，为兼具中西建筑风格的二层砖木结构楼房。
1935年1月上旬，中央红军長征到达遵义，将柏公馆作为红军总司令部驻地，会议室设在主楼二楼东侧客厅。
1935年1月15日至17日，中共中央在此召开了政治局扩大会议，史称遵义会议。遵义会议总结了第五次反围剿战争的失败教训，确立了毛泽东在党中央和红军的领导地位，在中共党史上具有极为重要的意义。在会议期间，周恩来、朱德、刘伯承、叶剑英、彭德怀、杨尚昆等人均住在主楼。毛泽东、张闻天、王稼祥所住的新城古寺巷（今幸福巷19号）易宅（川南边防军第二旅旅长易怀芝宅）以及位于老城杨柳街天主堂的红军总政治部旧址也一同列为保护单位。
1955年10月，遵义会议会址正式对外开放。
1961年3月，遵义会议会址被中华人民共和国国务院确定为第一批全国重点文物保护单位。现如今，每年造访遵义会议会址的参观人次达500多万。

## 疑云
1952年镇压反革命运动期间，柏辉章被指控通匪而遭处决。有观点认为，他是被错误处决的。1980年代后，政治风向转变，但未给予他平反。与其孙女柏梅相关的文章中，将遵义地区法院未予平反的原因，归咎于会址产权归属问题。